# Lycosa nigrotibialis
Lycosa nigrotibialis är en spindelart som beskrevs av Simon 1884. Lycosa nigrotibialis ingår i släktet Lycosa och familjen vargspindlar. Inga underarter finns listade i Catalogue of Life.